# Сисла (регион)
Сисла (фар., исл. sýsla) — (историческая) административная единица во многих скандинавских странах.
Несмотря на то, что термин «сисла» уже не используется в Дании и Норвегии, этот термин используется в Исландии и на Фарерских островах.

## Регионы (сисла) Фарерских островов
Фарерские острова разделены на шесть регионов:
- Эстурой
- Нордойар
- Сандой
- Стреймой
- Судурой
- Воар